# Jerónimo Marrón de Lombera
Jerónimo Marrón de Lombera (Reino de España; ca. 1760 - Potosí, Imperio español; 1814) fue un militar español que participó en la guerra de independencia hispanoamericana, en el bando realista.

## Biografía
Se enroló joven en el ejército real español, y fue destinado al Virreinato del Perú, durante la rebelión de Túpac Amaru II. En 1783 se incorporó a la guarnición de Cochabamba, en el Alto Perú. Era yerno del jefe militar de esa ciudad, y posteriormente fue suegro de José González de Prada, gobernador de la Intendencia de Cochabamba.
Al estallar la Revolución de Cochabamba, en septiembre de 1810, se retiró con unos pocos oficiales de milicias de esa ciudad que permanecieron leales al antiguo régimen hacia Puno, en el vecino Perú. Allí se incorporó a las fuerzas del general José Manuel de Goyeneche. A sus órdenes participó en la batalla de Huaqui como jefe de la reserva, siendo ascendido al grado de coronel.
En el siguiente avance hacia el sur, secundó a Juan Ramírez Orozco en la batalla de Amiraya o de Sipe Sipe, que determinó la caída de Cochabamba en manos de los realistas.
Posteriormente, al producirse una nueva revolución en La Paz, fue enviado hacia esa ciudad, que recuperó con la ayuda de tropas venidas desde Cuzco. A continuación dirigió la represión de los jefes de guerrilla indígenas en los valles de Cracato e Inquisivo. En abril de 1812 derrotó a los independentistas de Mizque en la batalla de Huanipaya.
Participó en la represión de la segunda insurrección de Cochabamba, y en la batalla de Pocona, victoria realista que dejó las manos libres a los realistas para atacar el norte argentino. Fue el gobernador de Cochabamba mientras duraba la campaña de Pío Tristán a Salta y Tucumán.
Tras la derrota de Tristán, fue jefe de una fracción importante del ejército del nuevo general realista, Joaquín de la Pezuela, y combatió como jefe de un regimiento en las batallas de Vilcapugio –en la que fue herido– y Ayohuma.
Ascendido al grado de general, fue nombrado comandante de la ciudad de Chuquisaca. Pero las heridas de Vilapugio empeoraron su salud, y dejó el mando al poco tiempo.
Falleció en Potosí a principios de 1814.